# 蛸ノ浦貝塚
蛸ノ浦貝塚（たこのうらかいづか）は、岩手県大船渡市赤崎町にある縄文時代前期から中期にかけての貝塚を伴う集落遺跡である。国の史跡に指定されている。

## 概要
貝層は、厚さが最大で2メートルに達し、縄文時代中期の貝塚としては国内最大級のものである。大船渡湾に面する標高35メートルの丘陵上に立地する縄文時代前期～中期（約5,500～4,000年前）の遺跡で、1934年（昭和9年）に国の史跡に指定されたが、1980年（昭和55年）に行われた発掘調査で、丘陵北側の平地部分には遺構・遺物が全く存在しないとわかったため、その部分が解除されている。そのため現在は、貝塚のある丘陵地と丘陵北麓の平地部分のみが、史跡として指定されている。貝塚には屈葬人骨や建物跡のほか、アサリ、マガキなどの貝類、マグロ、タイなどの魚骨層、シカ、イノシシなどのほ乳類の獣骨層などのほか、石器や縄文土器、骨角器が多数出土している。釣り針など漁の道具も発見されており、漁労に携わる人びとのムラであったと推定されている。